# Paraíso (canção)
"Paraíso" é uma canção do cantor brasileiro sertanejo Lucas Lucco e do cantor e drag queen compatriota Pabllo Vittar. Foi lançada como single em todas as plataformas digitais no dia 5 de janeiro de 2018, através da Sony Music Brasil.

## Vídeo musical
O videoclipe de "Paraíso" teve direção de Os Primos (João Monteiro e Fernando Moraes) e teve sua pré-estreia no programa Fantástico, da Rede Globo, em 28 de janeiro de 2018. Lucco e Vittar performaram "Paraíso" e um cover de "Chuva de Prata", de Gal Costa, no programa. Logo após, o clipe foi lançado no canal oficial de Lucco, no YouTube.
"O clipe traz Lucas Lucco como um personagem perturbado por lembranças, e Pabllo é uma figura misteriosa do seu passado, que ressurge para salvá-lo. Ambientada em um futuro próximo, caótico e sem natureza, a história de 'Paraíso' apresenta uma tensão entre os personagens, que, quando se tocam, transportam-se para um paraíso fantástico, repleto de paisagens naturais exuberantes e intocadas pelo homem," conta João Monteiro sobre o clipe.

## Créditos da canção
Créditos adaptados do Tidal.
- Lucas Lucco - vocal
- Pabllo Vittar - vocal
- Ivo Mozart - composição
- Maffalda - composição
- Lucas Santos - composição
- Rodrigo Gorky - composição
- Rodrigo Marques - composição
- Victor Reis - composição
- Arthur Marques - composição
- Pablo Bispo - composição

## Desempenho nas tabelas musicais
| Tabela musical (2018)                | Melhor posição |
| ------------------------------------ | -------------- |
| Top 50 Streaming (Pro-Música Brasil) | 41             |